# Дымчатый иглохвост
Дымчатый иглохвост (лат. Chaetura pelagica) — вид птиц из семейства стрижиных. Получил название «иглохвост» из-за своеобразно устроенных жестких рулевых перьев, с выдающимися за пределы опахала в виде острых иголок вершинами стержней.

## Описание
Дымчатый иглохвост достигает длины 12—15 см и массы от 17 до 30 г; размах крыльев 27—30 см. Оперение серо-коричневое, при этом верх более тёмный, чем низ. Крылья длинные и тонкие, хвост короткий, усечённый.

## Распространение
Гнездится на востоке Северной Америки от юга Канады до Флориды. На зимовку мигрирует до верховий Амазонской низменности в восточном Перу. Населяет покрытые лесом пространства и города.

## Поведение
Охотится на насекомых обычно днём, а вечером возвращается в колонию. Печной иглохвост может быть признан рекордсменом по скорости полета: он может пролететь в час около 170 км. На осеннем пролете эти птицы бывают особенно заметны, так как собираются в тысячные стаи, с наступлением сумерек скапливаются около печных труб старых зданий, вьются над ними, и, с наступлением темноты, вся эта масса птиц с громким щебетом исчезает в трубе на всю ночь.

## Размножение

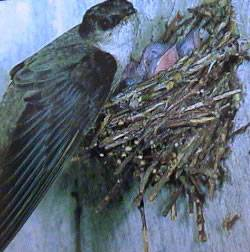
Гнездо

В период гнездования образуют колонии численностью до нескольких тысяч особей. Такие же многочисленные скопления формируются и на коллективных ночевках, где стрижи подчас сидят, прижавшись вплотную друг к другу. Полукруглое гнездо, склеенное слюной из мелких веточек и соломы, крепится на теневой стороне стен. В кладке от 1 до 5 яиц, высиживают которую попеременно обе родительские птицы примерно 3 недели. 

## Экология
По словам канадского эколога Теда Чески, в настоящее время пригодных мест для размножения этих птиц остается все меньше, и они приспосабливаются к синантропному образу жизни – все чаще гнездятся в печных трубах и расщелинах стен, поэтому люди, в домах которых поселились дымчатые иглохвосты, не должны топить камины и разорять их гнёзда.